# Frank Louter
Frank Louter (* 31. August 1964 in Woerden) ist ein Trainer der niederländischen Turnernationalmannschaft der Frauen und Auswahlcoach für die internationalen Wettbewerbe in den Bereichen des Turnens (Kunst- und Geräteturnen).

## Leben und Wirken
Er arbeitete zweiundzwanzig Jahre als Chef-Turntrainer, Hoofdtrainer für den niederländischen Turnverein „Pro Patria“ in Zoetermeer, wo er viele, erfolgreiche Leistungssportlerinnen ausbildete, Carina Hasenöhrl, Fieke Willems (* 1982), Laura Antoinette van Leeuwen (* 1986), Mayra Kroonen (* 1988) und weitere siehe im Folgenden. Seit dem 11. August 2014 ist er erster Trainer im niederländischen Verein „Bosan TON Almelo“ in Almelo, wo er die Nachfolge von Vincent Wevers antrat.
Louter trainierte u. a. die zwischen 2001 und 2002 in den Niederlanden und International erfolgreichen Turnerinnen Renske Endel, Verona van de Leur,  Suzanne Harmes  und  Grabriëlla Wammes; sie wurden mit der Auszeichnung des „Sportteam des Jahres“, Sportploeg van het jaar geehrt. Verona van de Leur, eine seiner Schützlinge, wurde ebenfalls im Jahre 2002 zur „Sportfrau des Jahres“, Sportvrouw van het jaar gewählt.
Seine Trainingsmethoden bzw. sein Umgang mit den Schutzbefohlenen blieben nicht ohne öffentliche Diskussion, so standen der Vorwurf des emotionalen Missbrauchs und körperliche Züchtigungen im Raum.
In der Tageszeitung „Algemeen Dagblad“ und in der Zeitschrift „Helden“ werden die Vorwürfe von mehreren niederländischen Sportlerinnen ausgesprochen, so von Verona van de Leur, Renske Endel, Gabriëlla Wammes (* 1985) und Suzanne Harmes (* 1986). Auch ein weiterer Trainer, Gerrit Beltman, wurde beschuldigt.
Der niederländische Turnverband Koninklijke Nederlandse Gymnastiek Unie (KNGU) räumte ein, dass es schon einmal Anfang der neunziger Jahre eine Untersuchung in Zusammenarbeit mit dem Nationalen Olympischen Komitee (NOC*NSF), Nederlands Olympisch Comité-Nederlandse Sport Federatie NOC*NSF gab, welche aber für den Trainer ohne Folgen blieb.